# Port de Djen Djen
Le port de Djen-Djen est un port algérien situé dans la wilaya de Jijel et qui dispose de la plus grande capacité de tous les ports du pays. D'une superficie de 210 hectares, il se situe à moins de 50 miles de la route maritime reliant le canal de Suez au détroit de Gibraltar. Il a une capacité de recevoir des navires de 6 000 EPV. Il se situe à proximité de l'aéroport international de Jijel et d'une gare ferroviaire qui font de cette zone un pôle multimodal d'échanges de marchandises et de voyageurs. Une ligne ferroviaire le relie au complexe sidérurgique d'El Milia. Le port sera relié à l'autoroute Est-Ouest après l'achèvement de la pénétrante autoroutière qui lie le port à l'échangeur d'El Eulma dans la wilaya de Sétif. Ce port est l'un des plus importants du bassin méditerranéen et d'Afrique,,.

## Histoire
Le port de Djen-Djen est prévu initialement, dans les années 1970, comme débouché pour le complexe sidérurgique projeté à El Milia situé à 45 km. Sa réalisation débute en 1984 pour être achevée en 1992.

## Situation
Le port de Djen-Djen est situé dans la commune de Taher à 10 km à l'est de Jijel au centre-est de la côte algérienne en Méditerranée.

## Infrastructures
- Les ouvrages d’accostage du port de Djen-Djen sont[4] :
  - Un quai Cargo long de 770 mètres et large de 200 mètres.
  - Un quai mixte conteneurs et véhicules d'une capacité de 2 millions de tonnes EVP long de 250 mètres et large de 300 mètres.
  - Un quai vraquier et céréalier (ex-sidérurgique) long de 1060 mètres et large de 300 mètres.
  - Un quai RO/RO dont les marchandises sont manutentionnées par roulage d'une longueur de 03 rampes et une largeur de 03 rampes.

- Une ligne ferroviaire de fret d'une longueur de 50 km reliant le port de Djen-Djen à la Zone industrielle de Bellara[5].

## Extension
Une extension du quai à conteneurs est en construction sur 490 mètres depuis 2013 par la société mixte DP World Djen-Djen.
Le projet du terminal à conteneurs a accusé du retard de plusieurs années dans sa réalisation. Les travaux ont été lancés en 2015 s’étaient arrêtés en 2019 et relancés courant 2024. Le premier quai du terminal à conteneurs en travaux s’étend sur 320 mètres avec une profondeur de 14 mètres lui permettant d’accueillir les navires chargés de plus de 6 000 conteneurs. Les 2e et 3e phases porteront la profondeur à 17 mètres, permettant ainsi au port de faire accoster des navires transportant jusqu’à 18 000 conteneurs. La réception du projet en entier est prévu pour le mois de septembre 2025, ce qui fera du port de Djen-Djen un important pôle d’échanges de marchandises dans le bassin méditerranéen en mettant à disposition des postes à quai permettant l’amarrage de navires les plus gros au monde,.

## Trafic
En 2021, le trafic global a atteint 7 258 167 tonnes en 2021 contre 4 756 476 t l’année précédente. La part des exportations a bondi à 50 % en 2021 (soit un tonnage de 3 597 958 t) contre seulement 18 % en 2018.
En 2023, le trafic du port a augmenté pour atteindre 9,8 millions de tonnes contre 9,2 millions de tonnes en 2022.

## Accès
- La ligne ferroviaire de Ramdane Djamel à Jijel dessert le port directement tout en comptant une gare de triage située deux kilomètres en amont près de Bazoul.
- L'aéroport Jijel - Ferhat Abbas est situé à moins de 3 km.
- La pénétrante autoroutière de Jijel d'une distance de 100 km en construction se termine au niveau du port de Djen Djen. Cette pénétrante permettra une liaison directe à l’autoroute Est-Ouest[10].